# ویلو موریپئال
ویلو موریپئال (استونیایی: Villu Müüripeal; ۱ ژانویهٔ ۱۹۳۷ – ۲۰۰۵) سیاستمدار و نماینده مجلس اهل استونی بود.